# Gérard Hérold
Gérard Hérold (10 de septiembre de 1939 – 19 de agosto de 1993) fue un actor teatral, cinematográfico y televisivo de nacionalidad francesa.

## Biografía
Nacido en Mulhouse, Francia, Gérard Hérold actuó en la época de su debut en la serie La Vie commence à minuit (1967). En la misma encarnaba a Roland Sénéchal, y trabajaba junto a Geneviève Fontanel. En 1973 fue el héroe en Les Fraises d'automne, y el rey Alfonso V en la serie Le Secret des Flamands, en la cual actuaban Isabelle Adjani y Jean-Claude Dauphin. En 1975 Edouard Molinaro le dio el papel de Delorme en su film Le Téléphone rose, interpretado por Mireille Darc. Ese mismo año fue dirigido por Michel Drach en Parlez-moi d'amour y por Pierre Granier-Deferre en Adieu, poulet, con Lino Ventura, y en 1976 por José Giovanni en Comme un boomerang, película interpretada por Alain Delon.
Philippe Monnier dio en 1977 a Gérard Hérold el papel de Bill, junto a Claude Brasseur, en Monsieur Papa, y Robert Lamoureux le ofreció encarnar a Gilles en La Septième Compagnie au clair de lune. Otros papeles destacados de esa época fueron el que llevó a cabo en Mort d'un pourri, con Alain Delon,  y el de Alain Valdez en las producciones televisivas de Édouard Molinaro interpretadas por Marie-Hélène Breillat Claudine s'en va y Claudine en ménage.
En la década de 1980, Alain Delon contó con él para sus películas Pour la peau d'un flic y Le Battant. En la serie televisiva alemana Lindenstraße, de Hans W. Geißendörfer, Gérard Hérold continuó con el papel interpretado antes por Frédéric de Pasquale, el de Jean-Luc Mourrait, el amante de Tanja Schildknecht (Sybille Waury). Su último personaje, Patrick, lo hizo en 1991 junto a Gérard Depardieu en Mon père ce héros, película dirigida por Gérard Lauzier.
Gérard Hérold falleció a causa de un infarto agudo de miocardio en 1993 en París, Francia.

## Filmografía

### Cine
| - 1975 : Parlez-moi d'amour, de Michel Drach - 1975 : Le téléphone rose, de Édouard Molinaro - 1975 : Adieu poulet, de Pierre Granier-Deferre - 1976 : Comme un boomerang, de José Giovanni - 1977 : Monsieur Papa, de Philippe Monnier - 1977 : La Septième Compagnie au clair de lune, de Robert Lamoureux - 1977 : L'Imprécateur, de Jean-Louis Bertucelli - 1977 : Mort d'un pourri, de Georges Lautner - 1979 : Ciao, les mecs, de Sergio Gobbi - 1980 : T'inquiète pas, ça se soigne, de Eddy Matalon - 1981 : Madame Claude 2, de François Minet - 1981 : Pour la peau d'un flic, de Alain Delon | - 1982 : Si elle dit oui, je ne dis pas non, de Claude Vital - 1982 : Polar, de Jacques Bral - 1982 : Le Battant, de Alain Delon - 1982 : Une jeunesse, de Moshé Mizrahi - 1983 : La Triche, de Yannick Bellon - 1983 : Retenez-moi... ou je fais un malheur !, de Michel Gérard - 1988 : À deux minutes près, de Eric Le Hung - 1988 : Thank you Satan, de André Farwagi - 1980 : Rouget le braconnier, de Gilles Cousin - 1991 : Mon père, ce héros, de Gérard Lauzier |

### Televisión
- 1966 : Thierry la Fronde, de Pierre Goutas
- 1976 : Un jeune homme rebelle, de Paul Seban
- 1978 : Claudine en ménage, de Édouard Molinaro
- 1978 : Gaston Phébus, de Bernard Borderie
- 1979 : Histoires de voyous : Les Marloupins, de Michel Berny
- 1980 : Petit déjeuner compris, de Michel Berny
- 1980 : La Traque, de Philippe Lefebvre
- 1984 : Billet doux, de Michel Berny

## Teatro
- 1966 : Electra, de Sófocles, escenografía de Antoine Vitez, Casa de la Cultura de Caen, gira
- 1966 : Se trouver, de Luigi Pirandello, escenografía de Claude Régy, Teatro Antoine
- 1968 : Le Dragon, de Evgueni Schwarz, escenografía de Antoine Vitez, Comédie de Saint-Étienne, Maison de la Culture de Grenoble, Casa de la Cultura de Bourges
- 1970 : Le Précepteur, de Jacob Lenz, escenografía de Antoine Vitez, Teatro de l'Ouest Parisien
- 1970 : Ce soir on improvise, de Luigi Pirandello, escenografía de Gérard Vergez, Festival de Aviñón
- 1978 : Les Rustres, de Carlo Goldoni, escenografía de Claude Santelli, Teatro de la Michodière
- 1982 : Les Rustres, de Carlo Goldoni, escenografía de Claude Santelli, Teatro Eldorado
- 1984 : La ilusión cómica, de Pierre Corneille, escenografía de Giorgio Strehler, Teatro del Odéon
- 1985 : La ilusión cómica, de Pierre Corneille, escenografía de Giorgio Strehler, Teatro del Odéon
- 1986 : L'Amuse-gueule, de Gérard Lauzier, escenografía de Pierre Mondy, Teatro du Palais-Royal